# قهرمان سه‌گانه
قهرمان سه‌گانه (انگلیسی: The Heroic Trio) یک فیلم سینمایی اکشن هونگ کنگی محصول سال ۱۹۹۳ به کارگردانی جانی تو، با بازی میشل یئو، مگی چانگ و آنیتا موی است. بازیگران دیگر عبارتند از دیمین لائو، آنتونی وانگ، پل چون، جیمز پاک و یان یی کوان. شخصیت‌های اصلی فیلم در یک سکانس، یک فیلم دیگر با نام " اعدام کنندگان" دوباره به هم پیوستند. 